# Bologna Football Club 1969-1970
Questa voce raccoglie le informazioni riguardanti il Bologna Football Club nelle competizioni ufficiali della stagione 1969-1970.

## Stagione
Nella stagione 1969-70 il Bologna di Edmondo Fabbri con 28 punti in classifica si piazza al decimo posto. Il campionato e quindi lo scudetto tricolore è stato vinto dal Cagliari, al suo primo titolo, con 45 punti, seconda l'Internazionale con 41 punti, terza la Juventus con 38 punti, quarti Milan e Fiorentina con 36 punti. Retrocedono in Serie B con 20 punti il Brescia ed il Palermo, con 19 punti il Bari. Miglior marcatore stagionale dei rossoblù felsinei è stato Giuseppe Savoldi autore di 12 reti, equamente divise tra campionato e Coppa Italia, bene anche Lucio Mujesan con 11 centri, sette in campionato e quattro in Coppa Italia.
Non poteva fare di meglio il Bologna in Coppa Italia, vincendo il trofeo per la prima volta nella sua storia, nella XXIIª edizione della competizione nazionale. Vinto alla grande il nono girone di qualificazione eliminando Cesena, Modena e Reggiana, nei Quarti di Finale ha eliminato la Juventus dopo uno spareggio, poi ha disputato e vinto il girone finale con 9 punti, con un punto di vantaggio sul Torino che ha raccolto 8 punti, terzo il Cagliari con 5 punti, quarto il Varese con 2 punti. Il Bologna a sei stagioni dalla conquista del settimo scudetto, mette in bacheca anche la sua prima prestigiosa Coppa Italia.

## Divise
| Casa | Trasferta | Coppa Italia Finale | Portiere |

## Rosa
| N. |                   | Ruolo | Calciatore         |
| -- | ----------------- | ----- | ------------------ |
|    | Italia (bandiera) | P     | Giuseppe Vavassori |
|    | Italia (bandiera) | P     | Dino Di Carlo      |
|    | Italia (bandiera) | P     | Amos Adani         |
|    | Italia (bandiera) | D     | Tazio Roversi      |
|    | Italia (bandiera) | D     | Roberto Prini      |
|    | Italia (bandiera) | D     | Mario Ardizzon     |
|    | Italia (bandiera) | D     | Francesco Janich   |
|    | Italia (bandiera) | D     | Franco Cresci      |
|    | Italia (bandiera) | D     | Franco Battisodo   |
|    | Italia (bandiera) | D     | Federico Righi     |
|    | Italia (bandiera) | C     | Francesco Rizzo    |

| N. |                   | Ruolo | Calciatore                    |
| -- | ----------------- | ----- | ----------------------------- |
|    | Italia (bandiera) | C     | Giacomo Bulgarelli (capitano) |
|    | Italia (bandiera) | C     | Ivan Gregori                  |
|    | Italia (bandiera) | C     | Pierluigi Lambrugo            |
|    | Italia (bandiera) | C     | Marino Perani                 |
|    | Italia (bandiera) | C     | Faustino Turra                |
|    | Italia (bandiera) | C     | Vinicio Ciacci                |
|    | Italia (bandiera) | C     | Giorgio Gennari               |
|    | Italia (bandiera) | A     | Giuseppe Savoldi              |
|    | Italia (bandiera) | A     | Bruno Pace                    |
|    | Italia (bandiera) | A     | Augusto Scala                 |
|    | Italia (bandiera) | A     | Lucio Mujesan                 |

## Risultati

### Serie A

#### Girone di andata
| Arbitro: | Barbaresco (Cormons) |

|                |           |  |
| Boninsegna 35’ | Marcatori |  |

| Arbitro: | De Marchi (Pordenone) |

|             |           |  |
| Savoldi 41’ | Marcatori |  |

| Arbitro: | Bernardis (Roma) |

|           |           |           |
| Vieri 51’ | Marcatori | 59’ Scala |

| Arbitro: | Mascali (Desenzano del Garda) |

|                                  |           |           |
| Perani 18’ Turra 27’ Savoldi 41’ | Marcatori | 83’ Troja |

| Verona 12 ottobre 1969 5ª giornata | Verona          | 0 – 0 | Bologna | Stadio Marcantonio Bentegodi\| Arbitro: \| Lattanzi (Roma) \| |
| Arbitro:                           | Lattanzi (Roma) |       |         |                                                               |

| Arbitro: | Motta (Monza) |

|            |           |              |
| Perani 45’ | Marcatori | 67’ Spadetto |

| Milano 26 ottobre 1969 7ª giornata | Milan            | 0 – 0 | Bologna | Stadio San Siro\| Arbitro: \| Bernardis (Roma) \| |
| Arbitro:                           | Bernardis (Roma) |       |         |                                                   |

| Arbitro: | Sbardella (Roma) |

|                         |           |                           |
| Mujesan 76’ Roversi 79’ | Marcatori | 31’ Maraschi 51’ Chiarugi |

| Arbitro: | Di Tonno (Lecce) |

|               |           |          |
| Menichelli 3’ | Marcatori | 22’ Pace |

| Arbitro: | Torelli (Milano) |

|             |           |            |
| Mujesan 85’ | Marcatori | 73’ Vitali |

| Arbitro: | Lo Bello (Siracusa) |

|          |           |  |
| Riva 37’ | Marcatori |  |

| Arbitro: | Acernese (Roma) |

|             |           |                  |
| Savoldi 46’ | Marcatori | 21’ 61’ Altafini |

| Arbitro: | Carminati (Milano) |

|  |           |          |
|  | Marcatori | 78’ Puia |

| Genova 28 dicembre 1969 14ª giornata | Sampdoria         | 0 – 0 | Bologna | Stadio Luigi Ferraris\| Arbitro: \| Vacchini (Milano) \| |
| Arbitro:                             | Vacchini (Milano) |       |         |                                                          |

| Arbitro: | Gonella (Torino) |

|             |           |                |
| Savoldi 34’ | Marcatori | 89’ Cappellini |

#### Girone di ritorno
| Arbitro: | D'Agostini (Roma) |

|                 |           |               |
| Mujesan 8’, 18’ | Marcatori | 2’ Boninsegna |

| Arbitro: | Di Tonno (Lecce) |

|               |           |  |
| Chinaglia 86’ | Marcatori |  |

| Bologna 25 gennaio 1970 18ª giornata | Bologna           | 0 – 0 | Juventus | Stadio Comunale\| Arbitro: \| Angonese (Mestre) \| |
| Arbitro:                             | Angonese (Mestre) |       |          |                                                    |

| Arbitro: | Serafino (Roma) |

|           |           |  |
| Troja 18’ | Marcatori |  |

| Bologna 8 febbraio 1970 20ª giornata | Bologna        | 0 – 0 | Verona | Stadio Comunale\| Arbitro: \| Trono (Torino) \| |
| Arbitro:                             | Trono (Torino) |       |        |                                                 |

| Arbitro: | Gussoni (Tradate) |

|  |           |                         |
|  | Marcatori | 28’ Savoldi 51’ Mujesan |

| Arbitro: | Pieroni (Roma) |

|  |           |          |
|  | Marcatori | 9’ Prati |

| Arbitro: | Acernese (Roma) |

|  |           |             |
|  | Marcatori | 66’ Savoldi |

| Arbitro: | Monti (Ancona) |

|  |           |                                            |
|  | Marcatori | 59’ Menichelli 66’ D'Alessi 73’ Menichelli |

| Arbitro: | Gialluisi (Barletta) |

|                   |           |             |
| Vitali 42’ (rig.) | Marcatori | 39’ Mujesan |

| Bologna 29 marzo 1970 26ª giornata | Bologna            | 0 – 0 | Cagliari | Stadio Comunale\| Arbitro: \| Carminati (Milano) \| |
| Arbitro:                           | Carminati (Milano) |       |          |                                                     |

| Napoli 5 aprile 1970 27ª giornata | Napoli           | 0 – 0 | Bologna | Stadio San Paolo\| Arbitro: \| Sbardella (Roma) \| |
| Arbitro:                          | Sbardella (Roma) |       |         |                                                    |

| Arbitro: | Possagno (Treviso) |

|             |           |                    |
| Carelli 69’ | Marcatori | 12’ (aut.) Poletti |

| Arbitro: | Calì (Roma) |

|             |           |                 |
| Mujesan 23’ | Marcatori | 54’ Francesconi |

| Arbitro: | Porcelli (Lodi) |

|             |           |                      |
| Salvori 34’ | Marcatori | 25’ Turra 73’ Perani |

### Coppa Italia

#### Fase a gironi
| Arbitro: | Angonese (Mestre) |

|                         |           |  |
| Savoldi 59’ Mujesan 71’ | Marcatori |  |

| Arbitro: | Toselli (Cormons) |

|           |           |                             |
| Marmo 55’ | Marcatori | 2’, 25’ Mujesan 87’ Savoldi |

| Arbitro: | Picasso (Chiavari) |

|  |           |                                       |
|  | Marcatori | 55’ Mujesan 66’ Perani 87’ Bulgarelli |

#### Fase finale
| Torino 14 gennaio 1970, ore 14:45 CET Quarti di finale – Andata | Juventus       | 0 – 0 | Bologna | Stadio Comunale\| Arbitro: \| Pieroni (Roma) \| |
| Arbitro:                                                        | Pieroni (Roma) |       |         |                                                 |

| Bologna 25 febbraio 1970, ore 15:00 CET Quarti di finale – Ritorno | Bologna             | 0 – 0 | Juventus | Stadio Comunale\| Arbitro: \| Francescon (Padova) \| |
| Arbitro:                                                           | Francescon (Padova) |       |          |                                                      |

| Arbitro: | Torelli (Milano) |

|            |           |  |
| Perani 82’ | Marcatori |  |

| Arbitro: | Angonese (Mestre) |

|  |           |             |
|  | Marcatori | 63’ Gregori |

| Bologna 13 maggio 1970 Girone finale – 2ª giornata | Bologna               | 0 – 0 | Cagliari | Stadio Comunale\| Arbitro: \| De Marchi (Pordenone) \| |
| Arbitro:                                           | De Marchi (Pordenone) |       |          |                                                        |

| Arbitro: | Pieroni (Roma) |

|              |           |  |
| Mondonico 5’ | Marcatori |  |

| Arbitro: | Toselli (Cormons) |

|                                                   |           |          |
| Savoldi 4’ Gregori 41’ Bulgarelli 75’ (rig.), 86’ | Marcatori | 76’ Nuti |

| Arbitro: | Angonese (Mestre) |

|  |           |                                                 |
|  | Marcatori | 24’ Savoldi 60’ (aut.) Nené 70’, 85’ Bulgarelli |

| Arbitro: | D'Agostini (Roma) |

|                  |           |  |
| Savoldi 30’, 40’ | Marcatori |  |

## Statistiche

### Statistiche di squadra
| Competizione | Punti | In casa | In casa | In casa | In casa | In casa | In casa | In trasferta | In trasferta | In trasferta | In trasferta | In trasferta | In trasferta | Totale | Totale | Totale | Totale | Totale | Totale | DR  |
| Competizione | Punti | G       | V       | N       | P       | Gf      | Gs      | G            | V            | N            | P            | Gf           | Gs           | G      | V      | N      | P      | Gf     | Gs     | DR  |
| ------------ | ----- | ------- | ------- | ------- | ------- | ------- | ------- | ------------ | ------------ | ------------ | ------------ | ------------ | ------------ | ------ | ------ | ------ | ------ | ------ | ------ | --- |
| Serie A      | 28    | 15      | 3       | 8       | 4       | 13      | 15      | 15           | 3            | 8            | 4            | 9            | 9            | 30     | 6      | 16     | 8      | 22     | 24     | -2  |
| Coppa Italia |       | 5       | 3       | 2       | 0       | 8       | 1       | 6            | 4            | 1            | 1            | 11           | 2            | 12     | 8      | 3      | 1      | 20     | 3      | +17 |
| Totale       |       | 20      | 6       | 10      | 4       | 21      | 16      | 21           | 7            | 9            | 5            | 20           | 11           | 42     | 14     | 19     | 9      | 42     | 27     | +15 |

### Statistiche dei giocatori
| Giocatore     | Serie A  | Serie A | Coppa Italia | Coppa Italia | Totale   | Totale |
| Giocatore     | Presenze | Reti    | Presenze     | Reti         | Presenze | Reti   |
| ------------- | -------- | ------- | ------------ | ------------ | -------- | ------ |
| A. Adani      | 26       | -21     | ?            | ?            | 26+      | -21+   |
| M. Ardizzon   | 16       | 0       | ?            | ?            | 16+      | 0+     |
| F. Battisodo  | 8        | 0       | ?            | ?            | 8+       | 0+     |
| G. Bulgarelli | 21       | 0       | ?            | ?            | 21+      | 0+     |
| V. Ciacci     | 2        | 0       | ?            | ?            | 2+       | 0+     |
| F. Cresci     | 29       | 0       | ?            | ?            | 29+      | 0+     |
| D. Di Carlo   | 2        | -2      | ?            | ?            | 2+       | -2+    |
| G. Gennari    | 2        | 0       | ?            | ?            | 2+       | 0+     |
| I. Gregori    | 28       | 0       | ?            | ?            | 28+      | 0+     |
| F. Janich     | 21       | 0       | ?            | ?            | 21+      | 0+     |
| P. Lambrugo   | 8        | 0       | ?            | ?            | 8+       | 0+     |
| L. Mujesan    | 27       | 7       | ?            | ?            | 27+      | 7+     |
| B. Pace       | 10       | 1       | ?            | ?            | 10+      | 1+     |
| M. Perani     | 27       | 3       | ?            | ?            | 27+      | 3+     |
| R. Prini      | 18       | 0       | ?            | ?            | 18+      | 0+     |
| F. Righi      | 5        | 0       | ?            | ?            | 5+       | 0+     |
| T. Roversi    | 29       | 1       | ?            | ?            | 29+      | 1+     |
| G. Savoldi    | 30       | 6       | ?            | ?            | 30+      | 6+     |
| A. Scala      | 18       | 1       | ?            | ?            | 18+      | 1+     |
| F. Turra      | 21       | 2       | ?            | ?            | 21+      | 2+     |
| G. Vavassori  | 3        | -1      | ?            | ?            | 3+       | -1+    |